# Blastobasis iceryaeella
Blastobasis iceryaeella é uma espécie de mariposa do gênero Blastobasis pertencente à família Coleophoridae.